# مكرتيش ارزومانيان
مكرتيش ارزومانيان (بالأرمنية: Մկրտիչ Արզումանյան)‏ (و. 1976 – م) هو ممثل، وكاتب سيناريو، ومنتج تلفزيوني من أرمينيا .

## روابط خارجية
- مكرتيش ارزومانيان على موقع IMDb (الإنجليزية)
- مكرتيش ارزومانيان على موقع قاعدة بيانات الفيلم (الإنجليزية)
- مكرتيش ارزومانيان على موقع كينوبويسك (الروسية)